# سارا كامارا
سارا كامارا (بالفرنسية: Sara Camara)‏ هو منافس ألعاب قوى مالي، ولد في 18 يونيو 1940.

## وصلات خارجية
- سارا كامارا على موقع الاتحاد الدولي لألعاب القوى (الإنجليزية)
- سارا كامارا على موقع أوليمبيديا (الإنجليزية)